# Sikth
Sikth (stilizált alakja: SikTh) brit progresszív metal/mathcore/djent/avantgárd metal együttes. Sokan a djent befolyásos képviselői közé sorolják őket.

## Történet
A zenekar 1999-ben alakult Watfordban, Hertfordshire megyében. A felállás azonban csak 2001-re alakult ki. Első kiadványuk egy EP volt, amelyet 2002-ben jelentettek meg. Ugyanebben az évben még egy EP-t is piacra dobtak. Első nagylemezük 2003-ban került piacra, összesen három stúdióalbumot adtak ki. 2008-ban feloszlottak, majd 2013-ban újraálltak.
A "How May I Help You?" című dalukat az MTV is rendszeresen játszotta.

## Tagok
- Mikee Goodman - ének
- Joe Rosser - ének
- Dan Weller - gitár, zongora
- James Leach - basszusgitár
- Dan Foord - dob, ütős hangszerek

## Korábbi tagok
- Justin Hill - ének
- Graham Pinney - gitár

## Diszkográfia
- The Trees are Dead & Dried Out Wait for Something Wild (2003)
- Death of a Dead Day (2006)
- The Future in Whose Eyes? (2017)

## Egyéb kiadványok
EP-k
- Let the Transmitting Begin (2002)
- How May I Help You? (2002)
- Flogging the Horses (2006)
- Opacities (2015)